# Готска война (535 – 554)
Готската война (на немски: Gotenkrieg) е войната между остготите и Източната Римска империя по времето на император Юстиниан I през 535 – 554 или 535 – 552 г. (или 562 г.), която завършва с победа на византийците и унищожаване на Остготското царство.
Изследователите я делят на „Първа готска война“ от 535 до 540 г. и „Втора готска война“ от 541 до 552/562 г.
Военните действия протичат на територията на Апенинския полуостров (Италия) и западната част на Балканския полуостров (Далмация).
Амалазунта e убита през пролетта 535 г. по нареждане на остготския крал Теодахад. Малко след това императорът Юстиниан I му обявява война и изпраща войска на два фронта. През 535 г. в Илирия генерал Мунд завладява град Салона. Взантийският генерал Велизарий пристига в Сицилия и завладява Рим на 9 декември 536 г. Въстаналите готи свалят и убиват Теодахад и издигат възрастния Витигис за крал. Витигис е пленен в Равена през май 540 г. от генерал Велизарий и отвлечен в Константинопол. Юстиниан оттегля голяма част от войската си заради отново избухналата война против персите на Изток. Велизарий е свален от командването. Само Хилдебад се съпротивлява на византийците. През 550/551 г. Юстиниан отново обръща вниманието си към Италия. През 551 г. генерал Нарсес пристига с 30 000 души през Илирия в Северна Италия. На 1 или 552 г. се провежда Битката при Буста Галорум, при която източно римската войска на Нарсес побеждава водените от крал Тотила почти 20 000 остготи, в която Тотила е убит. През есента на 552 г. Нарсес побеждава последния остготски крал Тея в Битката при Млечната планина близо до Неапол. Това е последната голяма битка в Готската война. Някои готски гарнизони се съпротивляват на византийците до 562 г.